# Acrapex sogai
Acrapex sogai là một loài bướm đêm trong họ Noctuidae.